# سوتا واتانابه
سوتا واتانابه (انگلیسی: Sota Watanabe؛ زادهٔ ۲۵ اوت ۲۰۰۰) بازیکن فوتبال اهل ژاپن است.